# Trimerina bettellai
Trimerina bettellai är en tvåvingeart som beskrevs av Canzoneri 1995. Trimerina bettellai ingår i släktet Trimerina och familjen vattenflugor.
Artens utbredningsområde är Bolivia. Inga underarter finns listade i Catalogue of Life.